# MCSZT-R1000
Az MCSZT-R1000 (eredetileg: МЦСТ-R1000) egy 64 bites mikroprocesszor, amit a Moszkvai SPARC Technológiai Központ (МЦСТ, latin betűs átírásban: MCSzT)  fejlesztett és gyárt.
A fejlesztés során ez mikroprocesszort az „MCST-4R” (МЦСТ-4R) névvel jelölték. Rendszeresített orosz típusjelölése: 1891ВМ6Я. A processzor az orosz МЦСТ-R architektúrán alapul, ami az eredetileg 1985-ös fejlesztésű SPARC V8 megvalósítása, és azzal teljesen kompatibilis.
Az R1000 viszont már a SPARC V9 architektúrával és a VIS1 és VIS2 vektoros utasításkészlet-bővítésekkel kompatibilis, emellett saját utasításkészlet-kiterjesztésekkel is rendelkezik. 
Ez egy négymagos egylapkás rendszer, integrált második szintű gyorsítótárral, RAM-vezérlővel és perifériás csatornavezérlőkkel. A mikroáramkört a 0,09 µm-es technológiai szabványnak megfelelően  fejlesztették ki, szabványos elemkönyvtárak (standard cellák) felhasználásával. 
Az R-1000 mikroprocesszort az Orosz Föderáció Védelmi Minisztériuma megbízásából fejlesztették ki, és elsősorban nagy teljesítményű számítástechnikai rendszerekhez, egykártyás számítógépekhez, hordozható és beágyazott megoldásokhoz tervezték. Az állami minőségellenőrzésnek megfelelt és sorozatgyártásra ajánlott termék.
Az R-1000 processzoron alapuló számítógépeket adatközpontokban, rakétatámadásokra figyelmeztető rendszerekben és kriptográfiai berendezésekben használják. A processzorok egy részét Tajvanon gyártják, havonta néhány tucatnyi készletben, a költségek csökkentése érdekében, de a korai előrejelző  radarrendszerek (СПРН) számítástechnikai rendszereiben csak hazai termékeket használnak.

## Az MCSZT-R1000 főbb jellemzői

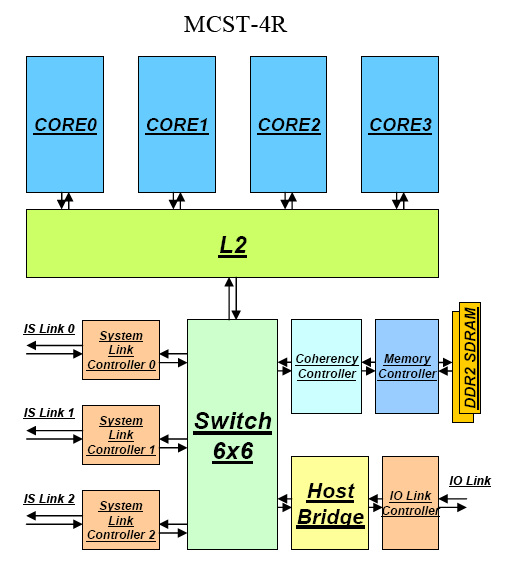
Az MCSZT-R1000 logikai vázlata

- a SPARC V9 utasításkészlet-architektúra (ISA) megvalósítása
- négymagos
- magok specifikációi:
  - sorrendi, kétszeres kibocsátású szuperskalár
  - 7 fokozatú egész / fixpontos utasítás-futószalag
  - 9 fokozatú lebegőpontos utasítás-futószalag
  - VIS 1 és 2 utasításkészlet-kiterjesztések
  - szorzó-akkumuláló művelet megléte az utasításkészletben
  - 16 KiB L1 utasítás-gyorsítótár (paritásvédelemmel)
  - 32 KiB L1 adat-gyorsítótár (paritásvédelemmel)
  - mag mérete: 7,6 mm2
- megosztott 2 MiB L2 gyorsítótár (ECC védelemmel)
- integrált memóriavezérlő
- integrált ccNUMA vezérlő
- órajelfrekvencia: 1 GHz
- 90 nm-es folyamat
- lapkaméret: 128 mm2
- kb. 150–180 millió tranzisztor
- energiafogyasztás: 15–20 W

2013-ban fejlesztés alatt állt az R-1000M alacsony energiafogyasztású módosított változat, amelynek energiafogyasztása várhatóan 14 W alatt marad.

## Fordítás
Ez a szócikk részben vagy egészben  a   MCST-R1000 című angol Wikipédia-szócikk ezen változatának fordításán alapul.  Az eredeti cikk szerkesztőit annak laptörténete sorolja fel. Ez a jelzés csupán a megfogalmazás eredetét és a szerzői jogokat jelzi, nem szolgál a cikkben szereplő információk forrásmegjelöléseként.